# قرقاول (سرده)
قرقاول (به انگلیسی: Pheasant) نام یک سرده از زیرتیرهٔ قرقاولیان و تیره قرقاولان است.